# Izumrudnoje Lake
Izumrudnoje Lake är en sjö i Antarktis. Den ligger i Östantarktis. Australien gör anspråk på området. Izumrudnoje Lake ligger 133 meter över havet. Arean är 0,14 kvadratkilometer. Den ligger vid sjön Soglasija Lake. Den sträcker sig 1,4 kilometer i nord-sydlig riktning, och 0,9 kilometer i öst-västlig riktning.